# Ordinul Victoriei
| Ordinul Victoriei |
| ----------------- |
| Medalia           |
| Bareta            |

Ordinul Victoriei (Pobeda) (în rusă Орден "Победa") a fost cea mai înaltă decorație militară a Uniunii Sovietice, și unul dintre cele mai rare ordine din lume. Ordinul a fost acordat pentru „o operațiune încununată de succes în cadrul unuia sau mai multor fronturi și care a avut ca rezultat o schimbare radicală a situației în favoarea Armatei Roșii”. Ordinul Pobeda a fost acordat doar de 20 de ori la 12 lideri sovietici și cinci străini, unuia dintre ei fiindu-i retras mai târziu.

## Istoric
Înființarea Ordinul a fost propusă în iunie 1943 de colonelul N. S. Neielov, care lucra la cartierul general al Armatei Roșii. Numele original propus de Neielov a fost Ordinul pentru Credință față de Patrie, dar, în cele din urmă, i-a fost dat numele curent în octombrie același an. Ordinul a fost înființat în mod oficial pe 8 noiembrie 1943. A fost decernat pentru prima oară pe 10 aprilie 1943 lui Alexandr Vasilevski și Gheorghi Jukov. Toate ordinele au fost acordate unor militari care s-au distins în timpul Marelui Război pentru Apărarea Patriei, cu excepția lui Leonid Brejnev, care l-a primit în 1978. Ordinul Victoriei i-a fost retras lui Brejnev în 1989, dat fiind faptul că în momentul acordării nu fuseseră îndeplinite criteriile necesare pentru decernare. Retragerea ordinului s-a făcut la șapte ani după decesul liderului sovietic. Ordinul Victoriei a fost acordat unor comandanți din rândurile forțelor aramate ale Aliaților occidentali. În total, ordinul a fost acordat de 20 de ori la 17 personalități (inclusiv lui Brejnev).

## Detalii constructive
Ordinul Pobeda este făcut din platină și are forma unei stele pentragonale înscrisă de 72 mm. Steaua are montate 174 diamante cu o greutate totală de 16 carate (3,2 g), brațele stelei fiind acoperite cu rubine sintetice. În centrul stelei se află un medalion din argint și email albastru, înfățișând zidul Kremlinului, mausoleul lui Lenin și turnul Spasskaia. Medalionul este înconjurat de cuvintele „СССР” (SSSR = URSS) în partea superioară și „Победа” (Citit: [pabeda]: „Victorie”) în partea inferioară. Nu este cunoscut proiectantul ordinului, ce se știe sigur este că Stalin a ales modelul final pe 20 octombrie 1943. Spre deosebire de alte ordine sovietice, fiecare exemplar al Ordinului Pobeda a fost lucrat într-un atelier de bijuterii, nu în monetăria statului.

## Bareta
Baretele mai multor ordine sovietice au fost combinate pentru a crea pe cea a Ordinului Victoriei, și anume:
- Ordinul Gloriei (Орден Славы) – portocaliu cu banda centrală negră;
- Ordinul Bogdan Hmelnițki (Орден Богдана Хмельницкого) – albastru deschis;
- Ordinul Alexandr Nevski (Орден Александра Невского) – roșu închis;
- Ordinul Kutuzov (Орден Кутузова) – albastru închis;
- Ordinul Suvorov (Орден Суворова) – verde;
- Ordinul Lenin (Орден Ленина) – roșu (centrală)

Între culorile corespunzătoare fiecărei barete este interpusă o secțiune albă de 0,05 mm pentru separare. Porțiunea corespunzătoare Ordinului Lenin este cea mai lungă (13 mm). Lungimea totală a baretei este una dintre cele mai lungi decernate de guvernul sovietic, cam de două ori mai mare decât lungimea unei barete obișnuite. De obicei, la uniformele de gală se purtau atât bareta cât și medalia. Pe uniformele de luptă, bareta era purtată pe cea mai înaltă poziție.

## Personalități decorate cu Ordinul Victoriei

### Decorați de două ori
- Iosif Vissarionovici Stalin
- Alexandr Vasilevski
- Gheorghi Jukov

### Decorați o dată
- Alexei Antonov
- Leonid Govorov
- Ivan Konev
- Rodion Malinovski
- Kirill Merețkov
- Konstantin Rokosovski
- Semion Timoșenko
- Fiodor Tolbuhin
- Leonid Brejnev (decorat în 1978, ordinul i-a fost retras în 1989)

### Străini decorați cu Ordinul Victoria
- Dwight D. Eisenhower (1890-1969) (Statele Unite)
- Bernard Montgomery (1887-1976) (Regatul Unit)
- Josip Broz Tito (1892-1980) (Iugoslavia)
- Michał Rola-Żymierski (1890-1989) (Polonia)
- Mihai I al României (1921-2017) (România)